# Coenotephria pusilla
Coenotephria pusilla là một loài bướm đêm trong họ Geometridae.